# (33467) Johnlieb
1999 FG35 (asteroide 33467) é um asteroide da cintura principal. Possui uma excentricidade de 0.16156350 e uma inclinação de 3.44936º.
Este asteroide foi descoberto no dia 19 de março de 1999 por LINEAR em Socorro.